# Ein Tarma
Ein Tarma (tiếng Ả Rập: عيـــن تــرمــا), cũng đánh vần là Ayn Tarma hoặc Ain Terma, là một vùng ngoại ô của Damascus ở Syria, nằm cách 3 kilômét (1,9 mi)  về phía đông Old Damascus, ngay phía bắc sông Barada, trong một khu vực được gọi là Đông Ghouta. Nó về mặt hành chính là một phần của tiểu khu Arbin, ở quận Markaz của Tỉnh bang Dimashq. Các địa phương lân cận bao gồm Jobar và Zamalka ở phía bắc, Hazeh ở phía đông, Kafr Batna ở phía đông nam, Thung lũng Ein Tarma ở phía nam và Zablatani, Souq al-Hal và Al-Maamouniye ở phía tây.